# Air Baus II
Air Baus II is een bestuurslaag in het regentschap Bengkulu Utara van de provincie Bengkulu, Indonesië. Air Baus II telt 394 inwoners (volkstelling 2010).